# Ceville
Ceville est un jeu vidéo d'aventure en pointer-et-cliquer développé par Realmforge Studios sur  PC.

## Accueil
- Adventure Gamers : 4/5[1]
- Jeuxvideo.com : 16/20[2]